# Nicolaische Verlags-Buchhandlung
Die Nicolaische Verlags-Buchhandlung war ein Verlag in Berlin von 1713 bis 1944. 

## Geschichte

### 1713 bis 1858
Am 3. Mai 1713 erhielt Christoph Gottlieb Nicolai das königliche Privileg für die von ihm neu erworbene Buchhandlung. Er gründete dort auch einen Verlag. Etwa seit 1765 gab es eine Filialbuchhandlung in Stettin.
Nach seinem Tod übernahm 1752   zunächst der ältere Sohn Gottfried Wilhelm Nicolai das Geschäft. Nach dessen frühem Tod 1759 wurde Friedrich Nicolai neuer Eigentümer. Dieser war einer der bedeutendsten Vertreter der deutschen Aufklärung.  Trotz anfänglichem Widerwillen führte er Verlag und Buchhandlung zu großer Bedeutung und machte sie zum literarischen und geistigen Zentrum der Stadt.  1787 verlegte er sie in die Brüderstraße 13 (heute Nicolaihaus).
1811 übernahm dessen Schwiegersohn Daniel Parthey die Nicolaische Buchhandlung. Er  übergab sie 1822 an seinen Sohn Gustav Parthey.
Dieser verkaufte 1858 die Sortimentsbuchhandlung an Maximilian Jagielski. (Deren Nachfolgerin besteht als Nicolaische Buchhandlung  bis in die Gegenwart.)

### 1858 bis 1944
Den Verlag übertrug er 1866 an seinen langjährigen Mitarbeiter August Effert, der ihn dann mit Ludwig Lindtner als Nicolaische Verlagsbuchhandlung (A. Effert & L. Lindtner) gemeinsam führte.
1876 wurde Efferts Schwiegersohn Rudolf Stricker  neuer Besitzer der Nicolaischen Verlags-Buchhandlung (R. Stricker).
Nach dessen Tod 1890 waren die Strickerschen Erben Eigentümer. 1914 war R. Stricker Inhaber, 1938 Anna Stricker (wahrscheinlich Witwe oder Tochter).
1944 wurde die Nicolaische Verlags-Buchhandlung wie die meisten deutschen Buchverlage geschlossen.
1965 gründete der Kaufmann Dieter Beuermann die Nicolaische Verlagsbuchhandlung in Herford.

### Adressen
Berlin
- Poststraße 4, 1733 (oder früher)–1787
- Brüderstraße 13, 1787–um 1900, jetzt Nicolaihaus
- Potsdamer Straße 90 (zwischen Alvenslebenstraße und Bülowstraße), seit etwa 1900[3]
- Wilmersdorf, Hildegardstraße 14, 1938 erwähnt[4]

Stettin
- Mönchenstraße, vor 1765–um 1850, Buchhandlung, jetzt ul. Mniszej

Elbing
- Adresse unbekannt, um 1830–um 1833

## Publikationen
Die Nicolaische Verlagsbuchhandlung gehörte  zu den bedeutendsten deutschsprachigen Buchverlagen bis etwa 1890.
Dort erschien ein breites Angebot an Publikationen, aus  Belletristik (Allgemeine deutsche Bibliothek), Geschichte und Kunstgeschichte und weiteren Bereichen. Um 1900 wurden vermehrt Bücher für den Schulunterricht herausgegeben.